# Elecciones presidenciales del Perú de 1890
Las elecciones presidenciales del Perú de 1890 se realizaron el 13 de abril de 1890, en las que resultó elegido presidente del Perú el coronel (luego general) Remigio Morales Bermúdez.

## Los candidatos
Las elecciones fueron convocadas por el gobierno del general Andrés Avelino Cáceres (primer gobierno), cuando se acercaba el final de su periodo de 1886 a 1890. 
El Partido Civil, que había apoyado a Cáceres en 1886, decidió esta vez presentarse a elecciones con candidato propio. Se habló primero de la posible candidatura de Francisco García Calderón, el que fuera presidente bajo la ocupación chilena y que había regresado de su destierro con una aureola de heroísmo. Pero la idea no prosperó y los civilistas decidieron lanzar como candidato al médico Francisco Rosas Balcázar, que fuera ministro de Gobierno y Policía de Manuel Pardo y Lavalle y que tenía fama de estadista severo, más no de caudillo. El Partido Civil resurgía así desde la primera y última vez que había llegado al poder (1872-1876), aunque carecía en ese momento de popularidad. Aun así conservaba el apoyo de la plutocracia limeña, los profesionales destacados y los terratenientes de provincias.
Por su parte, el presidente Cáceres, decidió apoyar a un candidato propio, de su Partido Constitucional, y eligió como tal al coronel Remigio Morales Bermúdez, que era su primer vicepresidente. Todo el aparato del gobierno se puso al servicio de esta candidatura.
Frente a Morales Bermúdez y Rosas se alzó la candidatura de Nicolás de Piérola, expresidente del Perú y líder del Partido Demócrata, que había fundado en 1884.
Ahora bien, si Morales Bermúdez contaba con el apoyo oficialista, y Rosas con el respaldo de la clase alta y de un partido experimentado, Piérola era el único que contaba con arraigo popular. El 26 de enero de 1890, los demócratas hicieron un desfile en Lima, desde la Alameda de los descalzos hasta la Plaza de la Inquisición, que fue una clara evidencia de la popularidad de su caudillo. Este, montado a caballo, pasó revista a los afiliados a su partido quienes, en número de diez mil, recibieron medallas.

## Piérola es excluido de la contienda electoral
El gobierno de Cáceres se propuso eliminar la candidatura de Piérola, para dejar el camino libre al triunfo a su candidato Morales Bermúdez. Mediante un decreto, ordenó abrir proceso en el fuero militar contra Piérola y Miguel Iglesias por haber usurpado el poder en los días de la guerra con Chile. Piérola protestó por tal arbitrariedad; su abogado, Manuel Pablo Olaechea, consideró que, siguiendo esa línea, el presidente Cáceres y otros militares como el mismo presidente Morales Bermúdez deberían también ser incluidos en el proceso, por haber servido a Piérola en su gobierno de 1879-1881. Otros dirigentes demócratas también fueron hostilizados y perseguidos. El 5 de abril de 1890, Piérola fue apresado y encerrado en la Intendencia. El órgano periodístico de su partido, El País, fue clausurado. El partido demócrata, obedeciendo la directiva de Piérola, se abstuvo entonces de participar en las elecciones, al no haber las garantías necesarias.

## Resultado de las elecciones
Contando, pues, con todo el manejo del proceso electoral a su favor, Morales Bermúdez resultó ganador con 2899 votos, que representaba el 68% de los votos válidos de los colegios electorales, mientras que su contendor Rosas obtuvo 1315 votos que equivalía a 30%. Factor clave para el triunfo de Morales Bermúdez fue el respaldo del grupo parlamentario encabezado por Mariano Nicolás Valcárcel, que era el presidente de la Cámara de Diputados. Esta se encargó de hacer las calificaciones de las actas de sufragio, en las que favoreció claramente al candidato del cacerismo.
| Partido                     | Candidato                | Votos* | %      |
| --------------------------- | ------------------------ | ------ | ------ |
| Partido Constitucional      | Remigio Morales Bermúdez | 2899   | 67.96% |
| Partido Civil               | Francisco Rosas Balcázar | 1315   | 30.82% |
| Independiente               | Manuel González Prada    | 52     | 1.22%  |
| Votos válidos               |                          | 4266   | 100%   |
| Votos inválidos y en blanco |                          | 24     |        |
| Total                       |                          | 4290   |        |

* Votos de los colegios electorales